# نصف أمينال

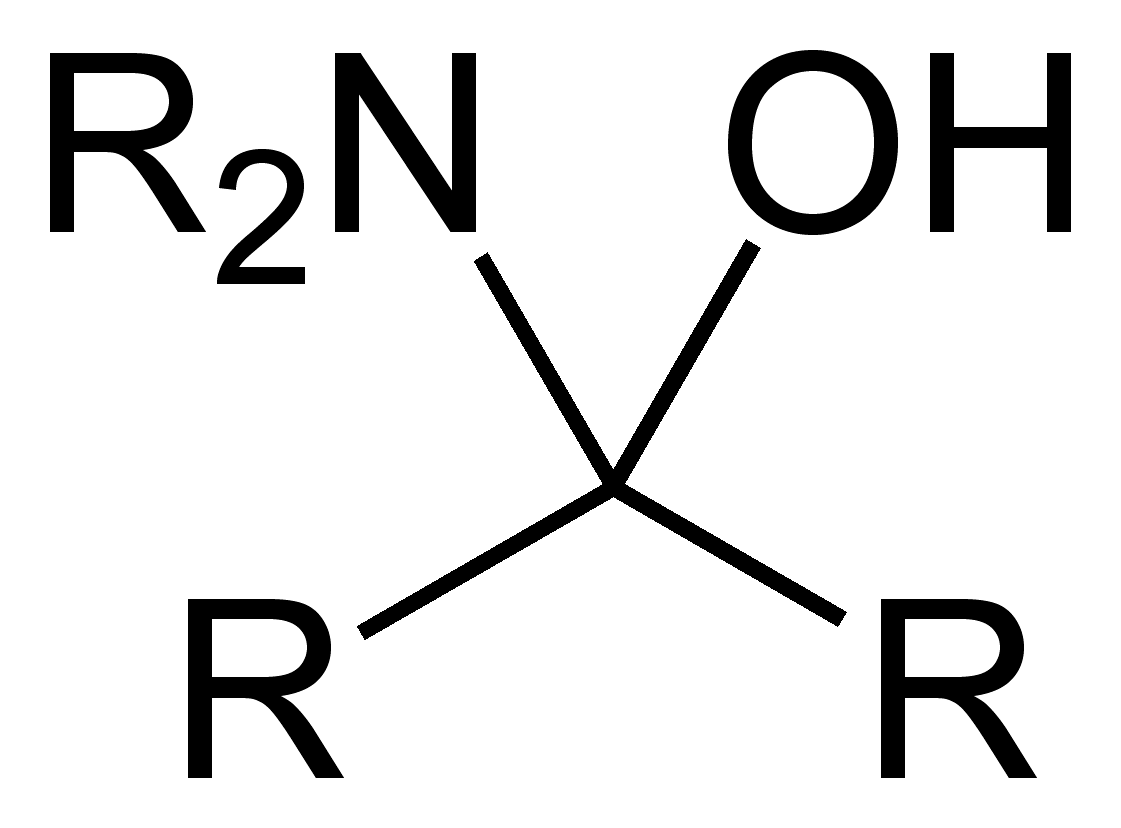
الصيغة العامة لنصف الأمينال

نصف أمينال (hemiaminal كما يدعي أيضاً كربوأمينال carbinolamine) عبارة عن مجموعة وظيفية تسم المركبات الكيميائية الحاوية على مجموعة هيدروكسيل ومجموعة أمين مرتبطة بذرة الكربون ذاتها، بحيث يكون لها الصيغة العامة: -(C(OH)(NR2- يمكن أن تمثل R إما ذرة هيدروجين أو مجموعة ألكيل.
تتكون مركبات نصف الأمينال عادة على شكل مركبات وسطية أثناء تحضير الإيمينات من تفاعل الأمينات مع الكربونيل.

## أمثلة
يعد تشكل مركب نصف الأمينال الخطوة الأولى في تفاعل الألدهيد أو الكيتون مع الأمين. يشكّل الفورمالدهيد مركبات نصف الأمينال لكونه حاوياً على مجموعة كربونيل نشيطة كيميائياً، على سبيل المثال يتفاعل الفورمالدهيد مع الكربازول كما في التفاعل التالي ليعطي نصف أمينال:

## اقرأ أيضاً
- أكسيم